# (83) Béatrix
Pour les articles homonymes, voir Béatrix.
(83) Béatrix (désignation internationale (83) Beatrix) est un astéroïde de la ceinture principale découvert par Annibale De Gasparis le 26 avril 1865.

## Nom
L'astéroïde vient de Beatrice Portinari, probablement un personnage de fiction, dont Dante est épris.

## Note
1. 1 2  IRAS
2. ↑  La forme française « Béatrice » correspondant au latin Beatrix n'est guère utilisée.

## Compléments